# Miss Israele 2007
La cinquantottesima edizione di Miss Israele si è svolta al centro congressi di Haifa il 13 marzo 2007. La serata finale è stata trasmessa in diretta televisiva su Channel 2 ed è stata presentata dalla modella Galit Gutman. La vincitrice del concorso è stata la diciottenne Liran Kohener, che al momento del concorso stava effettuando il servizio di leva obbligatorio..

## Risultati

### Piazzamenti

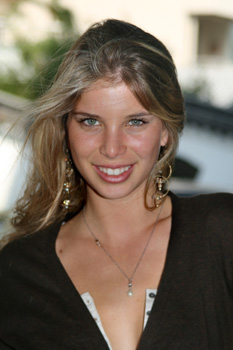
Liran Kohener, vincitrice dell'edizione 2007

| Risultato finale  | Concorrente                                              |
| ----------------- | -------------------------------------------------------- |
| Miss Israele 2007 | - Liran Kohener                                          |
| 2ª classificata   | - Sharon Kenett                                          |
| 3ª classificata   | - Tal Gonen                                              |
| 4ª classificata   | - Meital Sadon                                           |
| Top 6             | - Magali Moldawsky - Oriya Zrihan                        |
| Top 10            | - Rinat Gilad - Mali Perel - Daniela Vasilev - Tal Nofar |